# Aulacospermum
Aulacospermum là chi thực vật có hoa trong họ Apiaceae.